# 바람둥이 길들이기 (1990년 영화)
《바람둥이 길들이기》(영어: I Love You to Death)는 미국에서 제작된 로런스 캐즈던 감독의 1990년 블랙 코미디 영화이다. 케빈 클라인 등이 출연하였고, 제프리 루리 등이 제작에 참여하였다.

## 출연진
- 케빈 클라인
- 트레이시 얼먼
- 조앤 플로라이트
- 리버 피닉스
- 윌리엄 허트
- 키아누 리브스
- 제임스 가먼
- 빅토리아 잭슨
- 미리엄 마걸리스
- 앨리슨 포터
- 헤더 그레이엄
- 피비 케이츠

## 기타 제작진
- 공동 제작: 로런 와이스먼, 패트릭 웰스
- 협력 제작: 린 아이젠버그, 존 코스트마이어, 존 마시
- 미술: 릴리 킬버트
- 의상: 애기 거라드 로저스